# Бурхард I (герцог Швабії)
Бурхард I (нім. Burchard I.; 855/860 — 5 або 23 листопада 911) — 1-й герцог Швабії в 909—911 роках. Значно посилив вплив свого роду, внаслідок чого той отримав назву Бурхардінгери.

## Життєпис
Походив з алеманського роду Гунфрідінгерів, що правили в маркграфстві Реція. Син Адальберта II Славетного, графа в Тургау, і Юдит Фріульської. Народився між 855 та 860 роками. 882 року оженився з удовою короля Аквітанії Людовика III.
Перша письмова згадка відноситься до 889 року, коли став графом Вестбаару (одного з 6 володінь Західної Зарейнської Алеманії). Скористався з послаблення Східно-Франкського королівства задля збільшення власного впливу в колишній Алеманії. В умовах війни короля Арнульфа проти баварського маркграфа Енгельдеона, граф Бурхард виступив проти Рудольфа II Вельфа, маркграфа Реції, якого здолав до 899 року.
Після смерті Арнульфа у 899 році стає наймогутнішим феодалом Швабії, його навіть іменують принцепсом Алеманії. 903 року вперше згадується як маркграф Реції. 904 року стає фогтом абатства Лорш. 909 року приймає титул герцога Швабії. Єдиним супротивником залишається Ерхангер, пфальцграф Швабії. Останнього підтримав Соломон III, єпископ Констанци.
911 року обирається королем Східно-Франкської держави Конрад I, що розпочав політику централізації. Того ж року Бурхард I був звинувачений графом Ансельмом фон Нагольдом в узурпації королівських регалій та авторитету в Швабії, схоплений й страчений разом з братом Адальбертом III, графом у Тургау. Його сини втекли до Італії.

## Родина
Дружина — Лютгарда, донька Людольфа, графа Східної Саксонії.
Діти:
- Бурхард (883/884 — 926), герцог Швабії
- Дітпірха (Теотберга), дружина Гупальда фон Діллінген
- Удальріх (884/885 — після 917), граф в Цюріхгау, граф у Тургау